# Лубкин, Александр Степанович
 Алекса́ндр Степа́нович Лубки́н  (1770—1815) — русский философ-деист, логик; профессор Казанского университета.

## Биография
Родился в 1770 или 1771 г. в семье духовного звания; среднее образование получил в Костромской духовной семинарии, а высшее в Санкт-Петербургской духовной академии. По окончании в 1792 году академического курса Лубкин был определен в Костромскую семинарию учителем сначала немецкого языка и математики, а затем (с 1797 года) философии; в 1801 году он был переведен на службу в Армейскую семинарию, где занял должность ректора и преподавателя философии. Уволившись в 1806 года из духовного ведомства, Лубкин определился в Санкт-Петербургский педагогический институт на должность «смотрителя за поведением», но, прослужив здесь менее 4-х лет, был назначен директором училищ Оренбургской губернии. В 1811 году попечитель казанского учебного округа С. Я. Румовский предложил Лубкину занять освободившуюся, после смерти профессора Фойгта, кафедру Казанского университета по умозрительной и практической философии со званием адъюнкта, и Лубкин был утверждён в этом звании в 1812 году. Возведённый при полном открытии университета (1814) в звание экстраординарного профессора, Лубкин в то же время нёс обязанности и инспектора Казанской гимназии до 1815 года, когда был избран ординарным профессором.
А. С. Лубкин первый среди русских философов заговорил в печати о Канте, подвергнув критике его теорию познания с позиций сенсуализма («Письма о критической философии», «Вестник Европы», 1805); выступил со своими возражениями против учения Канта о пространстве и времени.
Ему принадлежат также следующие труды: «Начертание логики, сочиненное и преподанное в армейской семинарии…» (СПб., 1807); перевод, совместно с П. С. Кондыревым, сочинения Снелля: «Начальный курс философии» (Казань, 1813—1814, в 5-ти частях); «Рассуждение о том, возможно ли нравоучению дать твердое основание, независимо от религии» (Актовая речь, Казань, 1815); «Опыт разбора российских сословов» («Труды Казанского общества любителей отечественной словесности», 1815) и «Начертание метафизики», ч. 1—3 (Казань, 1818—1819).